# Kingsbarns
Kingsbarns är en by i Fife, Skottland. Byn är belägen 10 km 
från St Andrews. Orten har 400 invånare (2001).